# Simning vid världsmästerskapen i simsport 2024 – Damernas 100 meter bröstsim
Damernas 100 meter bröstsim vid världsmästerskapen i simsport 2024 avgjordes mellan den 12 och 13 februari 2024 i Aspire Dome i Doha i Qatar.
Kinesiska Tang Qianting tog guld efter ett lopp på 1 minut och 5,27 sekunder. Silvret togs av nederländska Tes Schouten och bronset togs av hongkongska Siobhan Haughey.

## Rekord
Inför tävlingens start fanns följande världs- och mästerskapsrekord:
|                   | Namn       | Nation | Tid     | Ort              | Datum        |
| ----------------- | ---------- | ------ | ------- | ---------------- | ------------ |
| Världsrekord      | Lilly King | USA    | 1.04,13 | Budapest, Ungern | 25 juli 2017 |
| Mästerskapsrekord | Lilly King | USA    | 1.04,13 | Budapest, Ungern | 25 juli 2017 |

## Resultat

### Försöksheat
Försöksheaten startade den 12 februari klockan 10:04.
| Placering | Heat | Bana | Namn                  | Nationalitet                 | Tid     | Noteringar |
| --------- | ---- | ---- | --------------------- | ---------------------------- | ------- | ---------- |
| 1         | 5    | 7    | Tang Qianting         | Kina                         | 1.06,16 | 0Q0        |
| 2         | 4    | 4    | Tes Schouten          | Nederländerna                | 1.06,46 | 0Q0        |
| 3         | 5    | 4    | Mona McSharry         | Irland                       | 1.06,49 | 0Q0        |
| 4         | 6    | 7    | Alina Zmusjka         | Neutrala oberoende idrottare | 1.06,77 | 0Q0        |
| 5         | 5    | 3    | Yang Chang            | Kina                         | 1.06,80 | 0Q0        |
| 6         | 6    | 2    | Kotryna Teterevkova   | Litauen                      | 1.06,85 | 0Q0        |
| 7         | 6    | 3    | Letitia Sim           | Singapore                    | 1.06,97 | 0Q0        |
| 8         | 6    | 6    | Dominika Sztandera    | Polen                        | 1.07,17 | 0Q0        |
| 9         | 4    | 5    | Sophie Hansson        | Sverige                      | 1.07,19 | 0Q0        |
| 10        | 6    | 5    | Benedetta Pilato      | Italien                      | 1.07,24 | 0Q0        |
| 11        | 5    | 1    | Sophie Angus          | Kanada                       | 1.07,37 | 0Q0        |
| 12        | 5    | 5    | Siobhan Haughey       | Hongkong                     | 1.07,41 | 0Q0        |
| 13        | 4    | 3    | Arianna Castogiloni   | Italien                      | 1.07,48 | 0Q0        |
| 14        | 4    | 6    | Macarena Ceballos     | Argentina                    | 1.07,61 | 0Q0        |
| 14        | 5    | 6    | Lara van Niekerk      | Sydafrika                    | 1.07,61 | 0Q0        |
| 16        | 4    | 2    | Lisa Mamié            | Schweiz                      | 1.07,75 | 0Q0        |
| 17        | 6    | 4    | Rūta Meilutytė        | Litauen                      | 1.07,79 |            |
| 18        | 6    | 1    | Piper Enge            | USA                          | 1.08,14 |            |
| 19        | 4    | 1    | Ida Hulkko            | Finland                      | 1.08,21 |            |
| 20        | 6    | 8    | Stefanía Gómez        | Colombia                     | 1.08,67 |            |
| 21        | 4    | 7    | Jimena Ruiz           | Spanien                      | 1.08,74 |            |
| 22        | 4    | 0    | Ana Blažević          | Kroatien                     | 1.08,88 |            |
| 23        | 4    | 8    | Melissa Rodríguez     | Mexiko                       | 1.08,91 |            |
| 24        | 3    | 5    | Kristýna Horská       | Tjeckien                     | 1.08,95 |            |
| 25        | 5    | 2    | Abbey Harkin          | Australien                   | 1.09,01 |            |
| 26        | 3    | 8    | Thanya Dela Cruz      | Filippinerna                 | 1.09,12 |            |
| 27        | 5    | 8    | Ana Rodrigues         | Portugal                     | 1.09,82 |            |
| 28        | 3    | 4    | Moon Su-a             | Sydkorea                     | 1.09,93 |            |
| 29        | 3    | 3    | Emily Santos          | Panama                       | 1.09,96 |            |
| 30        | 3    | 2    | Adelaida Pchelintseva | Kazakstan                    | 1.10,16 |            |
| 31        | 5    | 9    | Silje Slyngstadli     | Norge                        | 1.10,42 |            |
| 32        | 6    | 0    | Lin Pei-wun           | Kinesiska Taipei             | 1.10,77 |            |
| 33        | 5    | 0    | Ana Carolina Vieira   | Brasilien                    | 1.10,83 |            |
| 34        | 3    | 0    | Lanihei Connolly      | Cooköarna                    | 1.10,87 |            |
| 35        | 3    | 6    | Phee Jinq En          | Malaysia                     | 1.11,31 |            |
| 36        | 6    | 9    | Tara Vovk             | Slovenien                    | 1.11,81 |            |
| 37        | 3    | 1    | Chen Pui Lam          | Macao                        | 1.12,08 |            |
| 38        | 2    | 4    | Rhanishka Gibbs       | Bahamas                      | 1.12,27 |            |
| 39        | 3    | 7    | Nicole Frank          | Uruguay                      | 1.12,81 |            |
| 40        | 2    | 2    | Marina Abu Shamaleh   | Palestina                    | 1.14,15 |            |
| 41        | 1    | 6    | Tessa Ip Hen Cheung   | Mauritius                    | 1.14,25 |            |
| 42        | 3    | 9    | Imane El Barodi       | Marocko                      | 1.14,55 |            |
| 43        | 2    | 3    | Ellie Shaw            | Antigua och Barbuda          | 1.15,20 |            |
| 44        | 2    | 5    | Kelera Mudunasoko     | Fiji                         | 1.15,64 |            |
| 45        | 2    | 6    | Tara Aloul            | Jordanien                    | 1.15,87 |            |
| 46        | 2    | 7    | Naiara Roca           | Bolivia                      | 1.16,41 |            |
| 47        | 2    | 1    | Lara Dashti           | Kuwait                       | 1.18,83 |            |
| 48        | 2    | 8    | Maria Batallones      | Nordmarianerna               | 1.19,79 |            |
| 49        | 1    | 5    | Hayley Wong           | Brunei                       | 1.20,28 |            |
| 50        | 2    | 0    | Makelyta Singsombath  | Laos                         | 1.23,98 |            |
| 51        | 2    | 9    | Taeyanna Adams        | Mikronesiska federationen    | 1.24,70 |            |
| 52        | 1    | 3    | Troya Pina            | Kap Verde                    | 1.25,17 |            |
| 53        | 1    | 4    | Mariama Touré         | Guinea                       | 1.37,98 |            |
| –         | 4    | 9    | Martina Bukvić        | Serbien                      | 0DNS0   | 0DNS0      |

### Semifinaler
Semifinalerna startade den 12 februari klockan 19:28.
| Placering | Heat | Bana | Namn                | Nationalitet                 | Tid     | Noteringar |
| --------- | ---- | ---- | ------------------- | ---------------------------- | ------- | ---------- |
| 1         | 2    | 4    | Tang Qianting       | Kina                         | 1.05,36 | 0Q0        |
| 2         | 2    | 5    | Mona McSharry       | Irland                       | 1.06,11 | 0Q0        |
| 3         | 2    | 3    | Yang Chang          | Kina                         | 1.06,27 | 0Q0        |
| 4         | 1    | 4    | Tes Schouten        | Nederländerna                | 1.06,30 | 0Q0        |
| 5         | 1    | 7    | Siobhan Haughey     | Hongkong                     | 1.06,41 | 0Q0        |
| 6         | 1    | 5    | Alina Zmusjka       | Neutrala oberoende idrottare | 1.06,53 | 0Q0        |
| 7         | 1    | 3    | Kotryna Teterevkova | Litauen                      | 1.06,61 | 0Q0        |
| 8         | 2    | 7    | Sophie Angus        | Kanada                       | 1.06,66 | 0Q0        |
| 9         | 1    | 2    | Benedetta Pilato    | Italien                      | 1.06,70 |            |
| 10        | 2    | 2    | Sophie Hansson      | Sverige                      | 1.06,78 |            |
| 11        | 2    | 6    | Letitia Sim         | Singapore                    | 1.07,14 |            |
| 12        | 1    | 6    | Dominika Sztandera  | Polen                        | 1.07,20 |            |
| 13        | 2    | 8    | Lara van Niekerk    | Sydafrika                    | 1.07,25 |            |
| 14        | 1    | 8    | Lisa Mamié          | Schweiz                      | 1.07,48 |            |
| 15        | 1    | 1    | Macarena Ceballos   | Argentina                    | 1.07,49 |            |
| 16        | 2    | 1    | Arianna Castogiloni | Italien                      | 1.07,57 |            |

### Final
Finalen startade den 13 februari klockan 20:45.
| Placering | Bana | Namn                | Nationalitet                 | Tid     | Noteringar |
| --------- | ---- | ------------------- | ---------------------------- | ------- | ---------- |
| 1         | 4    | Tang Qianting       | Kina                         | 1.05,27 | 0NR0       |
| 2         | 6    | Tes Schouten        | Nederländerna                | 1.05,82 |            |
| 3         | 2    | Siobhan Haughey     | Hongkong                     | 1.05,92 | 0NR0       |
| 4         | 1    | Kotryna Teterevkova | Litauen                      | 1.06,02 |            |
| 5         | 5    | Mona McSharry       | Irland                       | 1.06,42 |            |
| 6         | 7    | Alina Zmusjka       | Neutrala oberoende idrottare | 1.06,58 |            |
| 7         | 3    | Yang Chang          | Kina                         | 1.06,75 |            |
| 8         | 8    | Sophie Angus        | Kanada                       | 1.07,09 |            |